# Feuchtwiesen und Auwald im Gewann Heiliger Brunnen
Das Gebiet Feuchtwiesen und Auwald im Gewann Heiliger Brunnen ist ein flächenhaftes Naturdenkmal auf dem Gebiet der Gemeinde Neckartenzlingen im Landkreis Esslingen in Baden-Württemberg.

## Kenndaten
Das Naturdenkmal wurde mit Verordnung vom 20. Februar 1995 unter dem Namen Feuchtwiesen und Auwald im Gewann Heiliger Brunnen ausgewiesen.

## Lage und Beschreibung
Das Naturdenkmal liegt im Gewann Heiliger Brunnen nordwestlich von Neckartenzlingen. Es handelt sich um einen Auwald im nordöstlichen Teil des Schutzgebiets und eine Feuchtwiese im südöstlichen Teil des Schutzgebiets.
Das Naturdenkmal überlagert sich mit einem von 4 Teilgebieten des Landschaftsschutzgebietes Neckar-, Erms- und Autmuttal im Verwaltungsraum Neckartenzlingen sowie einem von 3 Teilgebieten aus der Offenland-Biotopkartierung Baden-Württemberg, dem
Biotop Großseggenried nordöstlich Neckartenzlingen mit der Biotopnummer 174211166386.
Nahezu vollständig innerhalb des Naturdenkmals befindet sich das Biotop Feldgehölz S Aileswasensee (FND) mit der Biotopnummer: 273211166526 aus der Waldbiotopkartierung Baden-Württemberg.

## Flora und Fauna
Laut Biotopkartierung kommen die folgenden Arten im Gebiet vor:
Wiesen-Fuchsschwanz, Wald-Engelwurz, Schlangen-Knöterich, Sumpf-Segge, Ufer-Segge, Blasen-Segge, Kohldistel, Rasen-Schmiele, Zottiges Weidenröschen,
Kleinblütiges Weidenröschen, Gewöhnlicher Spindelstrauch, Mädesüß, Gemeine Esche, Gemeiner Hohlzahn, Kletten-Labkraut, Wiesen-Storchschnabel,
Bach-Nelkenwurz, Wiesen-Platterbse, Gewöhnlicher Blutweiderich, Wasser-Knöterich, Große Bibernelle, Gewöhnliches Rispengras, Kratzbeere,
Brombeeren, Stumpfblättriger Ampfer, Silber-Weide, Purpur-Weide, Bruch-Weide, Mandel-Weide, Großer Wiesenknopf, Wald-Simse,
Gras-Sternmiere, Große Brennnessel, Echter Baldrian, Gewöhnlicher Schneeball, Spitzahorn, Berg-Ahorn, Knoblauchsrauke, Schwarz-Erle,
Grau-Erle, Aronstab, Gemeine Hasel, Gewöhnlicher Spindelstrauch, Scharbockskraut, Gewöhnliche Goldnessel, Waldmeister, Echte Nelkenwurz,
Gundermann, Europäische Lärche, Wald-Flattergras, Einbeere, Gemeine Fichte, Vielblütige Weißwurz, Gewöhnliche Traubenkirsche, Stieleiche,
Schwarzer Holunder, Rote Lichtnelke, Große Sternmiere.